# Serra da Gralheira
A serra da Gralheira ou maciço da Gralheira situa-se nos distritos de Aveiro e Viseu, na junção das serras da Freita, da Arada e do Arestal e São Macário, abrangendo os concelhos de Arouca, Vale de Cambra, Sever do Vouga, São Pedro do Sul e Oliveira de Frades. Tem 1116 metros de altitude.
É composta por rochas graníticas, xistos e grauvaques, tendo alguns afloramentos quartzíticos.